# Nationaal Park Paklenica
Nationaal park Paklenica (Kroatisch: Nacionalni park Paklenica) is een nationaal park in Kroatië. Het park werd opgericht in 1949 en is 95 vierkante kilometer groot. Het park omvat een kustbergrug van het zuidelijke Velebit-gebergte, van het einde van de Velika Paklenica-canyon tot de hoogste bergtoppen Vaganski vrh (1757 m) en Sveto brdo (1753 m). In het park liggen de kloven van de Mala Paklenica en de Velika Paklenica, bossen (zwarte den, eik) en bergen. Er komen verschillende diersoorten voor, waaronder steenarend, slechtvalk, slangenarend, spitssnuitadder, ree, gems, bruine beer, lynx. Sinds 2017 maken de beukenbossen van het park deel uit van het Unesco-Werelderfgoed Oude en voorhistorische beukenbossen van de Karpaten en andere regio's van Europa.